# Energía en Yibuti
La energía eléctrica de Yibuti es suministrada principalmente por centrales térmicas (alrededor de 120 MW) e hidroelectricidad importada de Etiopía. Sin embargo, el suministro suplementario de energía de Etiopía no siempre satisface la demanda de energía de Yibuti. Según la descripción general del sector energético de USAID para Yibuti, Yibuti tiene el potencial de generar más de 300MW de energía eléctrica a partir de fuentes de energía renovables y mucho más a partir de otros recursos. Según los datos de 2020, la tasa de electrificación nacional de Yibuti alcanzó el 42% (1% en áreas rurales, 54% en áreas urbanas).

## Energía renovable
Yibuti tiene vastas fuentes de energía renovable sin explotar, a saber, geotérmica, solar y eólica.

## Electricidad
La demanda anual máxima en 2014 fue de unos 90 MW, pero se espera que crezca a unos 300 MW para 2020. Los servicios de suministro de electricidad se proporcionan a través de la empresa de servicios públicos integrada verticalmente Electricité de Yibuti (EDD). Una pequeña cantidad de energía adicional es generada por una planta solar (capacidad de 300 kW). Yibuti tiene potencial de generación eólica y geotérmica y está estudiando activamente estas opciones.
La Visión 2035 de Yibuti tiene como objetivo lograr el acceso universal a la electricidad y alimentar a la nación con energía renovable 100%. Actualmente , obtiene aproximadamente el 65% de su electricidad de Etiopía (principalmente hidroeléctrica; renovable) a través de un intertie, lo que reduce su dependencia de los combustibles fósiles importados.